# Blestemații (film din 1947)
Blestemații (în franceză Les Maudits) este un film dramatic francez din 1947 regizat de René Clément. A fost înscris la Festivalul Internațional de Film de la Cannes din 1947, câștigând Palme d'Or pentru cel mai bun film de aventură și crimă. Filmul este remarcabil pentru reprezentarea interiorului unui submarin de război și pentru imaginile sale de urmărire de-a lungul U-boat-ului.

## Rezumat
Pe măsură ce Germania se află pe punctul de a pierde al Doilea Război Mondial, un număr de naziști bogați și unii simpatizanți francezi se îndreaptă spre America de Sud într-un submarin german care pleacă din Oslo. Naratorul filmului este un medic francez (Henri Vidal) care a fost răpit pentru a îngriji o femeie bolnavă, Hilde Garosi (Florence Marly), soția unui bărbat și iubita altuia, ambii aflați la bord. Doctorul își dă seama că va fi ucis în orice moment odată ce femeia își revine, așa că încearcă diverse stratageme pentru a scăpa. Toate eșuează.
Misiunea se dezintegrează încet pe măsură ce războiul se termină și motivele misiunii se risipesc, unii pasageri fie încercând să scape, fie să se sinucidă. Forster (Jo Dest) încearcă să continue misiunea chiar și după ce Berlinul a căzut și s-au dat ordine ca toate submarinele să se predea în cel mai apropiat port. O parte din echipaj se revoltă în cele din urmă împotriva celor nebuni care încă vor să lupte în război. Doctorul ajunge să fie singur pe submarinul nazist zile întregi și își scrie memoriile până când o navă americană îl salvează și în cele din urmă scufundă infama reședință pe mare.

## Distribuția
- Marcel Dalio în rolul Larga
- Henri Vidal în rolul Doctorului Guilbert
- Florence Marly în rolul Hilde Garosi
- Fosco Giachetti în rolul Garosi
- Paul Bernard în rolul Couturier
- Jo Dest în rolul Forster
- Michel Auclair în rolul Willy Morus
- Anne Campion în rolul Ingrid Ericksen
- Andreas von Halberstadt
- Lucien Hector în rolul Ericksen
- Jean Lozach în rolul Lozach
- Karl Münch în rolul Karl Munch